# Кароляк, Станислав
Стани́слав Каро́ляк (пол. Stanisław Karolak; 22 февраля 1931, Жирардув — 5 июня 2009, Гданьск)— польский языковед, специалист по романским и славянским языкам.

## Биография
Закончил Варшавский университет в 1955. В 1955 — 1973 гг. преподавал русский язык в Варшавском университете. Заведующий отделением романской филологии (1973 - 1981), впоследствии директор Института романской филологии Силезийского университета. Профессор с  1978 года. С 1981 г. занимал должность заведующего кафедрой романской филологии Высшей педагогической школы (ныне Педагогический университет им. Народной комиссии по образованию) в Кракове.

## Награды
Кавалер французского Ордена Академических пальм, доктор honoris causa университета Париж-север XIII,  член-корреспондент Польской академии знаний в Кракове, почётный профессор Брюссельского свободного университета.

## Работы
В СССР и постсоветской России большую популярность среди изучающих польский язык приобрёл созданный С. Кароляком (совместно с Данутой Василевской) «Учебник польского языка», выдержавший после своего появления в начале 1960-х гг. многочисленные издания. Первоначально учебник выходил в польском издательстве «Ведза Повшехна». После распада СССР учебник продолжает выходить всё новыми тиражами в различных российских издательствах.
С. Кароляком опубликованы также:
- Zagadnienia rekcji przyimkowej czasownika w języku rosyjskim (1966)
- Zagadnienia składni ogólnej (1972)
- Składnia wyrażeń predykatywnych, w: Gramatyka współczesnego języka polskiego (1984, redaktor Stanisław Urbańczyk)
- Kwantyfikacja a determinacja w językach naturalnych (1990)
- Études sur l'article et la determination (1995)
- Gramatyka kontrastywna przedimka (rodzajnika) francuskiego i angielskiego (2002)
- Сборник трудов Od semantyki do gramatyki (2001).
- «Учебник польского языка]» (некоторые издания):
  - Stanislaw Karolak, Danuta Wasilewska. Учебник польского языка / Рецензенты: канд. филологических наук, старший преподаватель кафедры славянских языков МГУ А.С.Посвянская, Mgr Barbara Bartnicka-Dąmrowska, Mgr Janina Dembrowska. — 2-е изд.. — Варшава: Ведза Повшехна, 1967. — 570 с. — 20 000+100 экз.
  - Станислав Кароляк, Данута Василевская. Польский язык. Учебник. — М.: Астра-Плюс, 2003. — С. 566. — 10 000 экз. — ISBN 5-7459-0057.